# 马拉巴尔海岸
马拉巴尔海岸（英語：Malabar Coast）是位于印度次大陆西南海岸线上的狭长地带。在地理学上，由于西高止山脉的西向斜坡阻止了季雨的迁移，组成马拉巴尔海岸的地区是南印度最湿润的地区。“马拉巴尔海岸”一词有时还用于泛指从康坎西海岸至次大陆顶端科摩林角的整个印度西海岸。

## 历史
宋元时期称马八儿国。元忽必烈时期，马八儿国曾进献一毛色黑白相间的动物，名为阿塔必即。

## 延伸阅读
[在维基数据编辑]
 《欽定古今圖書集成·方輿彙編·邊裔典·馬八兒部》，出自陈梦雷《古今圖書集成》